# The Real Cancun
The Real Cancun är en amerikansk dokumentärfilm från 2003 i regi av Rick de Oliveira, med Brittany Brown-Hart, Benjamin Fletcher, Nicole Frilot och Roxanne Frilot i rollerna.

## Handling
Inspirerad av realityshow TV-program, följer denna film 16 amerikanska ungdomar från den 13 mars 2003 och tio dagar framåt, medan de firar "Spring break" (ungefär vårlov, som firas med att framförallt ungdomar reser till varmare breddgrader för att festa) i Cancún, Mexiko och upplever romantiska relationer, känslosamma prövningar eller bara har roligt.

## Mottagande
Filmen har blivit sedd som ett enormt ekonomiskt misslyckande och blev nominerad till "Värsta bild" vid 2003 års version av Golden Raspberry Awards.
Filmen hade biografpremiär en månad efter att inspelningarna avslutats. Den släpptes sedan på DVD och VHS ett par månader senare, vilket gör den till en av de filmer som snabbast gjort denna resa. Filmen var en av de första som ett större amerikanskt filmbolag hade gjort där realistiskt sex mellan skådespelare förekom, även om ingenting tydligt visas i filmen. När DVD:n släpptes innehöll den bonusmaterial, men producenterna valde att inte ta med några tydliga pornografiska scener.
Filmen tjänade 3,8 miljoner dollar i USA och ca 1,5 miljoner dollar internationellt, med en produktionskostnad på ca 7,5 miljoner dollar. Den ursprungliga DVD-releasen följdes dock av en förlängd DVD version som innehöll mer material.